# 卡尔·奥古斯特·克龙隆德
卡尔·奥古斯特·克龙隆德（瑞典語：Carl August Kronlund，1865年8月25日—1937年8月15日），生于舍夫德，瑞典男子冰壶运动员。他曾代表瑞典参加1924年冬季奥林匹克运动会冰壶比赛，获得一枚银牌。